# Анализ цитирования
Анализ цитирования — это изучение частоты, шаблонов и графиков цитат в документах. Он использует шаблон цитат, ссылки с одного документа на другой документ, чтобы обнаружить свойства документов. Типичной целью является определение наиболее важных документов в сборнике. Классический пример — цитата между академическими статьями и книгами. Судебные решения в англосаксонской правовой системе с целью подтверждения своих решений, ссылаются на решения, вынесенные в предыдущих делах, поэтому анализ цитирования в юридическом контексте является важным. Другим примером являются патенты, содержащие предыдущие изобретения, цитируемые ранее патенты, касающиеся текущей претензии.
Документы могут быть связаны со многими другими особенностями кроме цитат, такими как авторы, издатели, журналы, а также их фактические тексты. Общий анализ сборников документов называется библиометрией, а анализ цитирования — ключевая часть этого направления. Например, библиографическая связь и совместное применение являются ассоциированными метриками, основанными на анализе цитирования (общие цитаты или общие ссылки). Цитаты в сборнике документов также могут быть представлены в виде следующих графиков цитирования, как отметил Дерек де Солла Прайс в статье 1965 года «Сети научных трудов». Это означает, что анализ цитирования опирается на аспекты анализа социальных сетей и науки о сетях.
Ранним примером автоматической индексации цитат был CiteSeer, который использовался для цитирования в научных докладах, а Google Scholar является примером современной системы, которая включает в себя больше, чем просто академические книги и статьи, и отражает более широкий круг информационных источников. Сегодня автоматизированная индексация цитирования изменила характер исследования анализа цитирования, позволяя проанализировать миллионы цитат для широкомасштабных моделей и открытия знаний. Инструменты анализа цитирования могут быть использованы учёными для вычисления различных степеней воздействия на основе данных индексов цитирования. Они имеют разнообразные приложения, начиная от идентификации экспертных судей для рассмотрения документов и предложений по предоставлению грантов, для предоставления прозрачных данных в поддержку решений об оценке академических преимуществ, пребывания в должности и принятия решений. Этот конкурс на ограниченные ресурсы может привести к этически сомнительному поведению для увеличения цитат.
Практика наивного использования анализа цитирования для сравнения влияния различных научных статей без учёта других факторов, которые могут влиять на модели цитирования, была сильно раскритикована. Среди критических замечаний одно постоянно фокусируется на «независимости от отрасли», а именно на том факте, что практика цитирования в одной области науки отличается от практики в другой и даже между отраслями исследований в рамках дисциплины.

## Обзор
Хотя индексы цитирования изначально были разработаны для поиска информации, они все чаще используются для библиометрических и других исследований, включающих оценку исследований. Данные цитирования также является основой коэффициента влиятельности популярного журнала.
Существует большое количество литературы по анализу цитирования, которая иногда называется наукометрией, термином, предложенным Василием Налимовым, или, в частности, библиометрией. Отрасль начала расцветать с появлением Science Citation Index, который охватывает литературу, изданную с 1900 года. Ведущие журналы отрасли — это Наукометрия, Информатика, а также Journal of the Association for Information Science and Technology. Последний также организует электронный список рассылки под названием Сигметрика в АТІТ. Этот метод возрождается на основе широкого распространения баз данных, подписки на Web Science и Scopus во многих университетах и общедоступных инструментах свободного цитирования, таких как CiteBase, CiteSeerX, Google Scholar и прежней программы Windows Live Academic (теперь доступна с дополнительными функциями, такими как Microsoft Academic Search). Методы исследования анализа цитирования включают качественные, количественные и вычислительные подходы. Основными очагами таких наукометрических исследований были сравнительный анализ производительности, рейтинги институциональных исследований, классификация журналов относительно установления факторов производительности и стандартов владения, оценка влияния высших научных статей, отслеживание траектории развития науки или технологической отрасли и разработка профилей ведущих авторов и учреждений с точки зрения результатов исследований.
Анализ юридического цитирования — это метод анализа цитат для анализа правовых документов, что позволяет облегчить понимание связанных между собой нормативных документов путем изучения цитат, которые связывают положение с другими положениями в одном документе или между разными документами. Анализ правового цитирования использует график цитирования, взятый из нормативного документа, который может дополнить электронное открытие — процесс, который влияет на технологические нововведения в аналитике больших данных.

## История
В документе 1965 года Дерек де Солла Прайс описывал присущее свойство связывания SCI как «сети научных статей». Связи между цитированием и цитируемыми статьями стали динамическими, когда SCI начал публиковаться в Интернете. Индекс цитирования социальных наук стал одной из первых баз данных, установленных в системе Dialog в 1972 году. С появлением компакт-дисков ссылки стали ещё проще, что позволило использовать библиографические связи для поиска соответствующих записей. В 1973 году Генри Смолл опубликовал свою классическую работу по анализу социтирования, ставшей самоорганизованной классификационной системой, приведшей к экспериментам с кластеризацией документов и со временем к «Atlas of Science», который позже стал называться «Research Reviews».
Присущ топологический и графический характер всемирной сети цитирования, который является свойственным научной литературебыл описан Ральфом Гарнером (Университет Дрекселя) в 1965 году.
Использование оценок цитат в ранговых журналах было методом, обычным в первой половине XIX века, но систематическое постоянное измерение этих подсчётов для научных журналов было инициировано Евгением Гарфилдом в Институте научной информации, который также стал первоисточником для использования этих подсчётов для оценки авторов и статей. В знаковом документе 1965 года он и Ирвинг Шер показали соотношение между частотой и ростом цитирования, демонстрируя, что лауреаты Нобелевской премии в среднем публиковали свои статьи пять раз, тогда как их работы цитировались в среднем 30-50 раз. Гарфилд сообщил об этом явлении в длинной серии эссе о Нобелевской и других премиях. Обычная итоговая оценка известна как коэффициент влиятельности, количество цитат в журнале за предыдущие два года, поделенное на количество статей, опубликованных за эти годы. Она широко используется как для обычных, так и для специальных целей, в частности, применение её для оценки авторов и документов является достаточно противоречивым.
В раннем исследовании 1964 года с использованием анализа цитирования при написании истории ДНК Гарфилд и Шер продемонстрировали потенциал для создания историографии, топологических карт важнейших шагов в истории научных тем. Эта работа была позже автоматизирована Е. Гарфилдом, А. И. Пудовкиным из Института морской биологии НАН и В. С. Истоминым из Центра преподавания, обучения и технологий, Вашингтонского государственного университета и привела к созданию программного обеспечения Histcite к 2002 году.
Автоматическое индексирование цитирования было введено в 1998 году Ли Джайлсом, Стивом Лоуренсом и Куртом Боллакером и позволило автоматически алгоритмически удалять и группировать цитаты для любого цифрового академического и научного документа. Если предварительное изъятие цитат было ручным процессом, степени цитирования теперь могут увеличиваться и вычисляться для любых научных отраслей и мест проведения документов, а не только тех, что выделяются такими организациями, как ISI. Это привело к созданию новых систем для индексации публичной и автоматической цитат, первая из которых была CiteSeer (теперь CiteSeerX, вскоре наследуемая системой Cora, которая сосредоточивалась в первую очередь в области компьютерных наук и информатики. Позже были созданы крупные академические системы доменных имен, такие как Google Scholar и Microsoft Academic. Такая автономная индексация цитирования ещё не была совершенной в процессе извлечения цитат или цитирование с кластеризацією с частотой ошибок, которая оценивается где-то на уровне 10 %, хотя тщательная статистическая выборка ещё не сделана. Такие авторы, как Энн Арбор, Милтон Кейнс и Уолтон Холл получили огромное количество академических результатов. SCI утверждает, что создает автоматическое индексирование цитирования через чисто программные методы. Даже старшие записи имеют одинаковую погрешность.

## Анализ цитирования для юридических документов
Анализ цитат для юридических документов — это подход, который помогает понять и проанализировать взаимосвязанные нормативные документы, путем изучения цитат, которые связывают положение с другими положениями в рамках одного документа и между различными документами. Анализ цитирования использует граф цитирования, полученный из нормативного документа, который мог бы дополнить электронное открытие — процесс, который влияет на технологические нововведения в аналитике больших данных.

## Критика
Электронные издания. Вследствие беспрецедентного увеличения доступности электронных ресурсов, одним из острых вопросов, которые сейчас изучаются, стал вопрос «как часто в Интернете цитируются электронные ресурсы в моей отрасли?». Например, утверждается, что онлайн-доступ к литературе по информатике приводит к повышению коэффициентов цитирования, однако гуманитарные статьи могут пострадать, если их не существует в печатном виде.
Само-цитирование. Большой критике подвергается практика авторов «играть» с системой путём накопления цитат, чрезмерно цитируя себя. При этом, например, было установлено, что мужчины цитируют себя чаще, чем женщины.